# Amschel Mayer Rothschild
Le baron Amschel Mayer von Rothschild, né à Francfort au sein de la famille Rothschild le 13 juin 1773 et décédé le 6 décembre 1855, est un banquier allemand. 

## Biographie

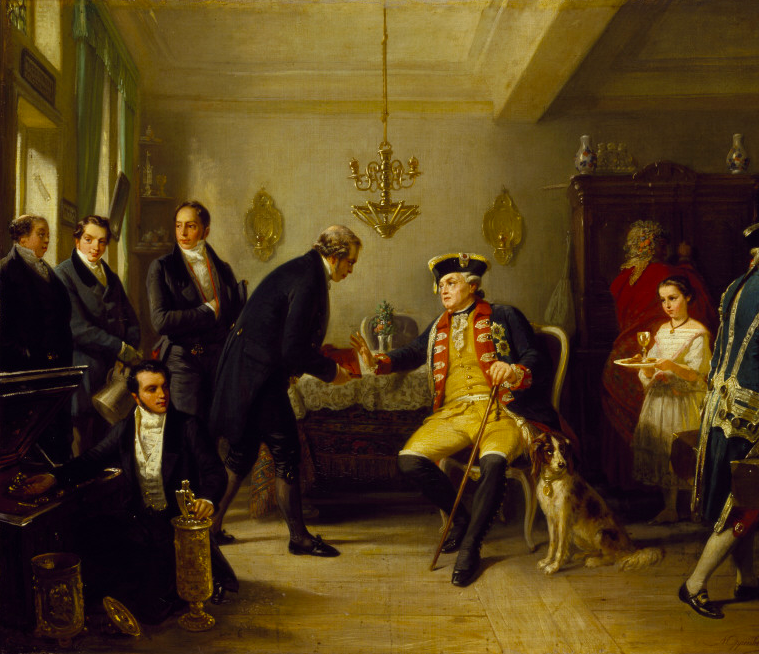
Amschel Mayer Rothschild (1773-1855) renvoyant l'inventaire de l'électeur de Hesse qui le refuse.

Il est le fils aîné de Mayer Amschel Rothschild (1743-1812) et de Gutlé Schnapper (1753-1849).
À la mort de son père en 1812, Amschel Mayer succède à la tête de la banque à Francfort-sur-le-Main, ses frères ayant été envoyés pour établir des banques à Paris, Londres, Naples et Vienne.
Il est anobli comme Amschel Mayer von Rothschild en 1817 et devint Freiherr (Baron) en 1822.
Amschel Mayer mourut sans enfant et les fils de ses frères (Anselm, fils de Salomon, et Mayer Carl et Wilhelm Carl, fils de Carl) assumèrent la responsabilité de l'entreprise à partir de 1855.